# Morti il 24 giugno

## X secolo(1)
- 989 - Arnaldo, vescovo italiano

## XI secolo(2)
- 1046 - Jeongjong II di Goryeo, re coreano (n. 1018)
- 1065 - Teodgaro di Vestervig, religioso tedesco

## XII secolo(4)
- 1143 - Ermesinde di Lussemburgo, nobile germanica
- 1160 - Arnoldo di Selenhofen, arcivescovo cattolico tedesco
- 1175 - Sofia di Colfosco, nobildonna italiana
- 1186 - Roberto di Torigni, abate e storico normanno

## XIII secolo(1)
- 1283 - Giovanni Battista Forzatè, vescovo cattolico italiano (n. 1207)

## XIV secolo(6)
- 1314 - Gilberto di Clare, VIII conte di Gloucester, nobile britannico
- 1318 - Azzo IX d'Este, nobile italiano
- 1318 - Gilles Aycelin I de Montaigut, arcivescovo cattolico francese (n. 1252)
- 1322 - Matteo I Visconti, nobile (n. 1250)
- 1360 - Ismaʿil II di Granada, sultano (n. 1338)
- 1398 - Hongwu, imperatore cinese (n. 1328)

## XV secolo(4)
- 1407 - Teodoro I Paleologo, sovrano bizantino
- 1439 - Federico IV d'Asburgo, nobile (n. 1382)
- 1445 - Annibale I Bentivoglio, nobile (n. 1413)
- 1496 - Manfredino Boxilio, pittore italiano

## XVI secolo(5)
- 1519 - Lucrezia Borgia, nobildonna italiana (n. 1480)
- 1522 - Franchino Gaffurio, teorico musicale e compositore italiano (n. 1451)
- 1522 - Elisabetta del Palatinato, contessa (n. 1483)
- 1540 - Annibale II Bentivoglio, condottiero italiano (n. 1469)
- 1551 - Charles II de Croÿ, nobile belga (n. 1522)

## XVII secolo(18)
- 1601 - Enrichetta di Nevers, nobile francese (n. 1542)
- 1604 - Edward de Vere, nobile e poeta inglese (n. 1550)
- 1606 - Pedro Bravo de Acuña, militare spagnolo
- 1615 - Katagiri Katsumoto, militare giapponese (n. 1556)
- 1616 - Orazio Spinola, cardinale e arcivescovo cattolico italiano (n. 1547)
- 1617 - Bonifazio Caetani, cardinale e arcivescovo cattolico italiano (n. 1567)
- 1622 - Oda Nagamasu, militare giapponese (n. 1548)
- 1627 - Leone Leoni, compositore italiano
- 1628 - Jacob Metius, inventore olandese (n. 1580)
- 1630 - William Compton, I conte di Northampton, nobile inglese
- 1637 - Nicolas-Claude Fabri de Peiresc, astronomo, botanico e numismatico francese (n. 1580)
- 1640 - Cirillo II di Costantinopoli, arcivescovo ortodosso siriaco
- 1650 - Balthasar Cordier, gesuita e grecista belga (n. 1592)
- 1683 - Nicholas van Hoorn, mercante e pirata olandese (n. 1635)
- 1688 - Juan Torrecillas y Ruiz de Cárdenas, arcivescovo cattolico spagnolo (n. 1622)
- 1693 - Isaac Willaerts, pittore olandese
- 1694 - Carlo Ciceri, cardinale e vescovo cattolico italiano (n. 1618)
- 1696 - Philip Henry, religioso britannico (n. 1631)

## XVIII secolo(22)
- 1704 - Anna Dorotea di Sassonia-Weimar, religiosa tedesca (n. 1657)
- 1705 - Loreto Mattei, poeta e storico italiano (n. 1622)
- 1718 - Luigi Federico I di Schwarzburg-Rudolstadt, principe (n. 1667)
- 1724 - Johann Theile, compositore tedesco (n. 1646)
- 1740 - Serafino Cenci, cardinale e arcivescovo cattolico italiano (n. 1676)
- 1741 - David Carnegie, V conte di Northesk, nobile scozzese (n. 1701)
- 1744 - Giuseppe d'Assia-Rotenburg, principe tedesco (n. 1705)
- 1748 - William Adam, architetto scozzese (n. 1689)
- 1750 - Leopoldo del Carretto, nobile italiano (n. 1693)
- 1760 - Jean-Baptiste de Mirabaud, scrittore e traduttore francese (n. 1675)
- 1766 - Adrien Maurice de Noailles, militare e diplomatico francese (n. 1678)
- 1775 - Antonino Sersale, cardinale e arcivescovo cattolico italiano (n. 1702)
- 1778 - Pieter Burman il Giovane, filologo classico olandese (n. 1713)
- 1780 - Giovanni Battista Biancolini, storico italiano (n. 1697)
- 1788 - Christiana Nickson, nobildonna irlandese (n. 1732)
- 1789 - Nicole d'Oliva, francese (n. 1761)
- 1792 - Giovanni Antinori, architetto italiano (n. 1734)
- 1794 - François Buzot, politico e rivoluzionario francese (n. 1760)
- 1794 - Rosalie Filleul, pittrice francese (n. 1752)
- 1794 - Jérôme Pétion de Villeneuve, avvocato, rivoluzionario e politico francese (n. 1756)
- 1796 - Giuseppe Maria di Fürstenberg, principe (n. 1758)
- 1798 - Maria Cristina d'Asburgo-Lorena, duchessa (n. 1742)

## XIX secolo(56)
- 1813 - Luigi Mozzi, presbitero e gesuita italiano (n. 1746)
- 1815 - Charles Lee, politico e avvocato statunitense (n. 1758)
- 1816 - Costantino Ypsilanti, condottiero greco (n. 1760)
- 1817 - Pietro Nizzati di Boyon, avvocato italiano (n. 1739)
- 1824 - Zanobi Maria da Firenze, missionario e vescovo cattolico italiano (n. 1779)
- 1829 - Louis Friant, generale francese (n. 1758)
- 1832 - Nicolas-Marie Gatteaux, medaglista e scultore francese (n. 1751)
- 1835 - Andreas Miaoulis, ammiraglio e politico greco (n. 1768)
- 1835 - Tomás de Zumalacárregui, generale spagnolo (n. 1788)
- 1836 - Ivan Alekseevič Musin-Puškin, ufficiale russo (n. 1783)
- 1836 - Pierre-Joseph Triest, presbitero belga (n. 1760)
- 1837 - Henry Thynne, III marchese di Bath, politico e militare inglese (n. 1797)
- 1838 - Izydor Borowski, militare polacco
- 1842 - Jean-Baptiste Prosper Jollois, ingegnere e egittologo francese (n. 1776)
- 1844 - Pietro Configliachi, fisico e religioso italiano (n. 1777)
- 1848 - Giuseppe Maria Giove, vescovo cattolico italiano (n. 1773)
- 1851 - Keppel Richard Craven, viaggiatore inglese (n. 1779)
- 1855 - Junqueira Freire, poeta brasiliano (n. 1832)
- 1857 - Benedetto Ilarj, patriota italiano (n. 1785)
- 1859 - Michele Angelo Balegno di Carpeneto, militare italiano (n. 1814)
- 1859 - Amédée Laurans des Ondes, militare francese (n. 1811)
- 1859 - Karl Windisch-Graetz, militare austriaco (n. 1821)
- 1859 - Claude Michel Ernest de Neuchèze, militare francese (n. 1807)
- 1859 - Armand Marie de Roquefeuille, militare francese (n. 1815)
- 1860 - Girolamo Bonaparte, re francese (n. 1784)
- 1862 - Norberto Rosa, poeta italiano (n. 1803)
- 1866 - Giuseppe Giacomo Cotti, militare italiano (n. 1838)
- 1866 - Stefano Giuliano Messaggi, militare e patriota italiano (n. 1840)
- 1866 - Antonio Ottavi, patriota e militare italiano (n. 1831)
- 1866 - Onorato Rey di Villarey, generale italiano (n. 1816)
- 1866 - Rainero Taddei, patriota e militare italiano (n. 1823)
- 1868 - Carlo Matteucci, fisico, fisiologo e politico italiano (n. 1811)
- 1868 - Hermann Plüddemann, pittore e illustratore tedesco (n. 1809)
- 1870 - Adam Lindsay Gordon, poeta, fantino e politico australiano (n. 1833)
- 1871 - Alessandro Filippa, militare italiano (n. 1799)
- 1875 - Henri Labrouste, architetto francese (n. 1801)
- 1877 - Odoardo Fantacchiotti, scultore italiano (n. 1811)
- 1877 - Robert Dale Owen, politico e diplomatico statunitense (n. 1801)
- 1878 - Eugenio Alberi, letterato e scrittore italiano (n. 1807)
- 1879 - Charles Hays, politico statunitense (n. 1834)
- 1879 - Eliseo Sala, pittore italiano (n. 1813)
- 1880 - Jules Antoine Lissajous, matematico e fisico francese (n. 1822)
- 1881 - Joaquín Espín y Guillén, compositore e musicista spagnolo (n. 1812)
- 1882 - Joachim Raff, compositore e pianista tedesco (n. 1822)
- 1883 - Luigi Maria Lembo, vescovo cattolico italiano (n. 1806)
- 1884 - Pompeo di Campello, politico italiano (n. 1803)
- 1884 - Pompeius Scharinger von Lamazon, militare e generale austriaco (n. 1798)
- 1886 - William King, geologo irlandese (n. 1809)
- 1887 - Eduard Baltzer, religioso, teologo e scrittore tedesco (n. 1814)
- 1890 - Subba Row, filosofo e teosofo indiano (n. 1856)
- 1892 - Riccardo De Paolis, matematico italiano (n. 1854)
- 1892 - Henry Lascelles, IV conte di Harewood, nobile inglese (n. 1824)
- 1893 - Giacinto Ricci Signorini, poeta italiano (n. 1861)
- 1894 - George Peter Alexander Healy, pittore statunitense (n. 1808)
- 1899 - Kapiolani delle Hawaii, regina (n. 1834)
- 1899 - Albert Socin, orientalista svizzero (n. 1844)

## XX secolo(213)
- 1904 - Richard Knill Freeman, architetto inglese (n. 1840)
- 1905 - Kazimierz Kelles-Krauz, filosofo polacco (n. 1872)
- 1908 - Grover Cleveland, politico statunitense (n. 1837)
- 1909 - Kang Jeungsan, religioso coreano (n. 1871)
- 1909 - Sarah Orne Jewett, scrittrice statunitense (n. 1849)
- 1909 - Friederich Wilhelm Zopf, botanico e micologo tedesco (n. 1846)
- 1910 - Juan Williams Rebolledo, militare cileno (n. 1825)
- 1910 - Pietro VII del Congo, re
- 1912 - George Stuart White, militare britannico (n. 1835)
- 1913 - Giuseppe Allievo, filosofo e pedagogista italiano (n. 1830)
- 1913 - Ivan Andreevič Arapov, ufficiale russo (n. 1844)
- 1915 - Giovanni Cucchiari, militare italiano (n. 1894)
- 1917 - Darso James Densmore, compositore di scacchi statunitense (n. 1867)
- 1917 - Dragutin Dimitrijević, militare, agente segreto e rivoluzionario serbo (n. 1876)
- 1917 - Carlo Maria Piazza, ufficiale, aviatore e cavaliere italiano (n. 1871)
- 1917 - Jean-Louis Pindy, operaio e attivista francese (n. 1840)
- 1917 - Giulio Rubini, imprenditore e politico italiano (n. 1844)
- 1918 - Julius Kollmann, antropologo, anatomista e zoologo tedesco (n. 1834)
- 1918 - Ciro Scianna, militare italiano (n. 1891)
- 1918 - Frederick Pearson Treadwell, chimico statunitense (n. 1857)
- 1920 - Georgios Christakis-Zografos, politico, diplomatico e giurista greco (n. 1863)
- 1922 - Aleksandr Stepanovič Antonov, politico e rivoluzionario russo (n. 1888)
- 1922 - Alfred Goldsborough Mayer, zoologo e entomologo statunitense (n. 1868)
- 1922 - Walther Rathenau, politico e imprenditore tedesco (n. 1867)
- 1923 - Edith Södergran, poetessa finlandese (n. 1892)
- 1924 - Ignazio Giorgi, bibliotecario, paleografo e diplomatista italiano (n. 1849)
- 1924 - Armando Perotti, scrittore, poeta e giornalista italiano (n. 1865)
- 1926 - Girolamo Nerli, pittore italiano (n. 1860)
- 1929 - Nicolás Mihanovich, imprenditore austro-ungarico (n. 1846)
- 1929 - Sybil Newall, arciera britannica (n. 1854)
- 1929 - Stub Wiberg, attore norvegese (n. 1875)
- 1930 - Ladislavs Kurpiel, calciatore austriaco (n. 1883)
- 1932 - Nahar Singh di Shahpura, principe indiano (n. 1855)
- 1932 - Ernst Põdder, generale estone (n. 1879)
- 1933 - Maurice Balfourier, generale francese (n. 1852)
- 1933 - Sissieretta Jones, soprano statunitense
- 1934 - Charles Spalding Thomas, politico statunitense (n. 1849)
- 1935 - Luigi Fabbri, anarchico e saggista italiano (n. 1877)
- 1935 - Carlos Gardel, cantante, attore e compositore francese (n. 1890)
- 1935 - Alfredo Le Pera, compositore, sceneggiatore e giornalista argentino (n. 1900)
- 1935 - Guido Rey, alpinista, scrittore e fotografo italiano (n. 1861)
- 1936 - Alice Davenport, attrice statunitense (n. 1864)
- 1937 - William Wordsworth Fisher, ammiraglio britannico (n. 1875)
- 1937 - Ángel Mentasti, produttore cinematografico italiano (n. 1877)
- 1938 - Giovanni Ruazzi, militare italiano (n. 1914)
- 1940 - Alfred Fowler, astronomo britannico (n. 1868)
- 1940 - Guerino Iezza, militare italiano (n. 1913)
- 1940 - Joseph Meister, francese (n. 1876)
- 1940 - Pietro Venuti, marinaio italiano (n. 1912)
- 1941 - Mario Anelli, militare, aviatore e fotografo italiano (n. 1903)
- 1941 - Riccardo Balagna, militare e aviatore italiano (n. 1912)
- 1941 - Vito Sinisi, militare e aviatore italiano (n. 1918)
- 1942 - Karl Aschoff, medico tedesco (n. 1866)
- 1943 - Ernesto Bozzano, parapsicologo italiano (n. 1862)
- 1943 - Carl Hartmann, calciatore tedesco (n. 1903)
- 1943 - Otto Rühle, scrittore e politico tedesco (n. 1874)
- 1943 - Alice Rühle-Gerstel, scrittrice e psicologa tedesca (n. 1894)
- 1944 - Francesco Calzolari, partigiano italiano (n. 1926)
- 1944 - Remo Forlivesi, pallanuotista, nuotatore e calciatore italiano (n. 1888)
- 1944 - Esko Kausti, militare finlandese (n. 1916)
- 1944 - Enrico Rampinelli, militare e partigiano italiano (n. 1923)
- 1944 - Domenico Rasi, antifascista e partigiano italiano (n. 1924)
- 1944 - Vanzio Spinelli, antifascista e partigiano italiano (n. 1923)
- 1945 - Wolfgang Gaede, fisico tedesco (n. 1878)
- 1945 - José Luis Gutiérrez Solana, pittore e scrittore spagnolo (n. 1885)
- 1946 - Damodar Dharmananda Kosambi, indologo indiano (n. 1876)
- 1947 - Marianna Amico Roxas, religiosa italiana (n. 1883)
- 1947 - Bartolomeo Pagano, attore italiano (n. 1878)
- 1949 - Benevenuto, calciatore brasiliano (n. 1904)
- 1949 - Angelo Comolli, pittore, decoratore e docente italiano (n. 1863)
- 1950 - Charles Lawrance, ingegnere e imprenditore statunitense (n. 1882)
- 1950 - Ivan Sergeevič Šmelëv, scrittore russo (n. 1873)
- 1951 - Dino Rondani, avvocato, politico e giornalista italiano (n. 1868)
- 1951 - Orien Vernon, tennista statunitense (n. 1874)
- 1952 - Walter Poppe, calciatore tedesco (n. 1886)
- 1953 - Albert Gleizes, pittore, disegnatore e incisore francese (n. 1881)
- 1953 - Günther Freiherr von Maltzahn, aviatore e cartografo tedesco (n. 1910)
- 1954 - Si Kaddour Benghabrit, imam e diplomatico algerino (n. 1868)
- 1954 - Thomas Denman, III barone Denman, politico britannico (n. 1874)
- 1954 - Bonifacius Cornelis de Jonge, politico olandese (n. 1875)
- 1955 - Bernarde Laffaille, ingegnere francese (n. 1900)
- 1957 - Raffaele Caporali, politico italiano (n. 1868)
- 1957 - Luigi Di Lella, prefetto e politico italiano (n. 1869)
- 1957 - Epimenio Giannico, vescovo cattolico italiano (n. 1891)
- 1957 - František Kupka, pittore ceco (n. 1871)
- 1957 - Attilio Sassi, sindacalista e anarchico italiano (n. 1876)
- 1958 - Catherine Doucet, attrice statunitense (n. 1875)
- 1958 - Max Graf, scrittore, insegnante e critico musicale austriaco (n. 1873)
- 1959 - Fausto Barbolini, calciatore italiano (n. 1907)
- 1959 - Alfredo Mario Ferreiro, poeta uruguaiano (n. 1899)
- 1960 - Rafael Zabaleta, pittore spagnolo (n. 1907)
- 1961 - Lanier Bartlett, sceneggiatore e scrittore statunitense (n. 1879)
- 1961 - Andrea Corsini, medico e storico della scienza italiano (n. 1875)
- 1961 - E. A. Mario, paroliere e poeta italiano (n. 1884)
- 1962 - Carl Schutte, ciclista su strada statunitense (n. 1887)
- 1962 - Lucile Watson, attrice canadese (n. 1879)
- 1963 - María Guadalupe García Zavala, religiosa messicana (n. 1878)
- 1963 - Primo Romolo Palenzona, politico e sindacalista italiano (n. 1897)
- 1963 - József Turay, calciatore ungherese (n. 1905)
- 1963 - Ferdinando di Savoia-Genova, ammiraglio italiano (n. 1884)
- 1964 - Stuart Davis, pittore statunitense (n. 1892)
- 1964 - Georg Kießling, calciatore tedesco (n. 1903)
- 1965 - Antonio Di Donato, sindacalista e politico italiano (n. 1896)
- 1966 - Mathilde Ludendorff, psichiatra tedesca (n. 1877)
- 1967 - Mercedes Brignone, attrice italiana (n. 1885)
- 1967 - Tito Marrone, poeta e commediografo italiano (n. 1882)
- 1967 - Bortolo Zambon, generale e partigiano italiano (n. 1879)
- 1968 - Angelo Giuseppe Jelmini, vescovo cattolico svizzero (n. 1893)
- 1969 - Ernest Burri, aviatore svizzero (n. 1887)
- 1969 - Oskar Sima, attore austriaco (n. 1896)
- 1970 - Francesco Casnati, giornalista italiano (n. 1892)
- 1970 - Man Singh II, principe, politico e diplomatico indiano (n. 1912)
- 1971 - Otello Bellei, calciatore italiano (n. 1906)
- 1971 - Niek Michel, calciatore olandese (n. 1912)
- 1971 - Willard Schrader, ginnasta e multiplista statunitense (n. 1883)
- 1971 - Gunnar Sköld, ciclista su strada svedese (n. 1894)
- 1972 - Charles Gray Catto, aviatore statunitense (n. 1896)
- 1972 - Isabelle White, tuffatrice britannica (n. 1894)
- 1972 - Alice Pashkus, pedagoga e musicista tedesca (n. 1911)
- 1972 - Raymond Priestley, geologo, geografo e esploratore britannico (n. 1886)
- 1972 - Pedro Theberge, pallanuotista brasiliano (n. 1908)
- 1973 - Mary Carr, attrice statunitense (n. 1874)
- 1973 - Erzsi Paál, attrice ungherese (n. 1912)
- 1973 - Bud Westmore, truccatore statunitense (n. 1918)
- 1974 - Ferruccio Pergolesi, giurista italiano (n. 1899)
- 1975 - Lou Hudson, hockeista su ghiaccio canadese (n. 1898)
- 1975 - Wendell Ladner, cestista statunitense (n. 1948)
- 1975 - Elizabeth Lee Hazen, fisiologa e microbiologa statunitense (n. 1885)
- 1975 - Luigi Raimondi, cardinale e arcivescovo cattolico italiano (n. 1912)
- 1975 - Louis Van Hege, calciatore belga (n. 1889)
- 1975 - Paolo Vannucci, calciatore italiano (n. 1913)
- 1976 - Kåre Bergstrøm, fotografo e regista norvegese (n. 1911)
- 1976 - Samuel Dushkin, violinista statunitense (n. 1891)
- 1976 - Alfredo Maisto, mafioso italiano (n. 1918)
- 1976 - Paolo Nativi, cabarettista, mimo e comico italiano (n. 1940)
- 1976 - Minor White, fotografo e docente statunitense (n. 1908)
- 1977 - Sante Ferrato, ciclista su strada italiano (n. 1902)
- 1977 - Enrico Silvestri, sciatore di pattuglia militare italiano (n. 1896)
- 1978 - Nat Agar, calciatore, allenatore di calcio e dirigente sportivo inglese (n. 1888)
- 1978 - Robert Charroux, scrittore, saggista e pseudoscienziato francese (n. 1909)
- 1978 - Giuseppe Gentili, fantino italiano (n. 1917)
- 1978 - Mstislav Keldyš, fisico, matematico e politico sovietico (n. 1911)
- 1978 - William M. Ketchum, politico statunitense (n. 1921)
- 1978 - Tienno Pattacini, musicista, compositore e paroliere italiano (n. 1908)
- 1978 - Achille Pesce, giornalista e politico italiano (n. 1919)
- 1978 - Ahmad al-Ghashmi, generale e politico yemenita (n. 1935)
- 1979 - István Örkény, scrittore ungherese (n. 1912)
- 1979 - Lessing J. Rosenwald, imprenditore, collezionista d'arte e filantropo statunitense (n. 1891)
- 1979 - Guglielmo Sandri, militare e fotografo italiano (n. 1905)
- 1980 - Giuseppe Ambrosini, giornalista e arbitro di calcio italiano (n. 1886)
- 1980 - Connie Berry, giocatore di football americano e cestista statunitense (n. 1915)
- 1980 - Boris Kaufman, direttore della fotografia russo (n. 1897)
- 1980 - George Milburn, allenatore di calcio e calciatore inglese (n. 1910)
- 1981 - Betty McKinnon, velocista australiana (n. 1925)
- 1981 - Carlo Stagno d'Alcontres, politico italiano (n. 1913)
- 1981 - Giuseppe Togni, politico italiano (n. 1903)
- 1982 - Pietro Onida, economista italiano (n. 1902)
- 1982 - Jakob Streitle, allenatore di calcio e calciatore tedesco (n. 1916)
- 1983 - Rino De Togni, calciatore italiano (n. 1922)
- 1984 - Antonio Bisaglia, politico italiano (n. 1929)
- 1984 - Clarence Campbell, dirigente sportivo canadese (n. 1905)
- 1984 - William Keighley, attore e regista statunitense (n. 1889)
- 1984 - David Overstreet, giocatore di football americano statunitense (n. 1958)
- 1984 - Anton Popovič, linguista cecoslovacco (n. 1933)
- 1986 - Mika Antić, poeta, sceneggiatore e regista cinematografico jugoslavo (n. 1932)
- 1986 - Ettore Bonelli, violinista e compositore italiano (n. 1900)
- 1986 - Lodovico Rocca, compositore italiano (n. 1895)
- 1986 - Rex Warner, scrittore e traduttore britannico (n. 1905)
- 1987 - Jackie Gleason, attore, compositore e conduttore televisivo statunitense (n. 1916)
- 1987 - Teizo Horikoshi, economista giapponese (n. 1898)
- 1988 - Marta Abba, attrice italiana (n. 1900)
- 1988 - Knut Ellingsrud, calciatore norvegese (n. 1903)
- 1988 - Csaba Kesjár, pilota automobilistico ungherese (n. 1962)
- 1988 - Ivo Pedretti, calciatore italiano (n. 1905)
- 1988 - Ferdinando Tartaglia, presbitero, scrittore e teologo italiano (n. 1916)
- 1989 - Hibari Misora, cantante e attrice giapponese (n. 1937)
- 1990 - Marvin Burns, nuotatore e pallanuotista statunitense (n. 1928)
- 1990 - William Kneale, logico e filosofo britannico (n. 1906)
- 1990 - Germán Suárez Flamerich, politico venezuelano (n. 1907)
- 1991 - Czesław Białas, sollevatore polacco (n. 1931)
- 1991 - Giovanna Boccalini, docente, partigiana e sindacalista italiana (n. 1901)
- 1991 - Franz Hengsbach, cardinale e vescovo cattolico tedesco (n. 1910)
- 1991 - Nitty Gritty, cantautore giamaicano (n. 1958)
- 1991 - Sumner Locke Elliott, scrittore, commediografo e sceneggiatore australiano (n. 1917)
- 1991 - Lea Padovani, attrice italiana (n. 1923)
- 1991 - Rufino Tamayo, pittore e incisore messicano (n. 1899)
- 1992 - Victor Lemberechts, calciatore belga (n. 1924)
- 1992 - Rudolf Svedberg, lottatore svedese (n. 1910)
- 1993 - Hans Beirer, tenore austriaco (n. 1911)
- 1993 - Lina Galli, poetessa e scrittrice italiana (n. 1899)
- 1993 - Virgilio Prosperi, musicista e musicologo italiano (n. 1961)
- 1993 - Archie Williams, velocista statunitense (n. 1915)
- 1994 - Atila Kelemen, pallanuotista rumeno (n. 1919)
- 1994 - Nino Zucchelli, giornalista e regista italiano (n. 1913)
- 1995 - Luciano Farinelli, anarchico e pubblicista italiano (n. 1931)
- 1995 - Robert Guthrie, microbiologo statunitense (n. 1916)
- 1995 - Henri Hollanders, cestista belga (n. 1922)
- 1996 - Henri Colans, sollevatore belga (n. 1915)
- 1997 - Brian Keith, attore statunitense (n. 1921)
- 1998 - Rodolfo Marma, pittore e illustratore italiano (n. 1923)
- 1998 - Maurizio Massaria, mafioso italiano (n. 1951)
- 1998 - Jean Mercure, attore, scenografo e regista francese (n. 1909)
- 1998 - Nicanor Sagarduy Gonzalo, calciatore spagnolo (n. 1931)
- 1999 - Grigorij Jakovlevič Koltunov, regista sovietico (n. 1907)
- 1999 - Władysław Pawlak, cestista e allenatore di pallacanestro polacco (n. 1932)
- 1999 - Bob Regh, cestista statunitense (n. 1912)
- 1999 - Seán Thomas, allenatore di calcio irlandese
- 2000 - Vera Atkins, agente segreto britannico (n. 1908)
- 2000 - Hanna Batatu, storico palestinese (n. 1926)
- 2000 - Rodrigo Bueno, cantautore argentino (n. 1973)
- 2000 - Vintilă Cossini, calciatore rumeno (n. 1913)
- 2000 - Mike Todorovich, cestista e allenatore di pallacanestro statunitense (n. 1923)
- 2000 - David Tomlinson, attore britannico (n. 1917)

## XXI secolo(125)
- 2001 - Muhammad Bashir, lottatore pakistano (n. 1935)
- 2001 - Nuccio Puleo, giornalista italiano (n. 1933)
- 2001 - Arrigo Vallatta, ingegnere italiano (n. 1930)
- 2002 - Nicola Corsetti, calciatore italiano (n. 1901)
- 2002 - Frank Ripploh, regista, attore e sceneggiatore tedesco (n. 1949)
- 2002 - Miles Stapleton-Fitzalan-Howard, XVII duca di Norfolk, nobile e militare britannico (n. 1915)
- 2002 - Pierre Werner, politico lussemburghese (n. 1913)
- 2003 - Barbara Weeks, attrice e ballerina statunitense (n. 1913)
- 2004 - Afanasij Kočetkov, attore sovietico (n. 1930)
- 2004 - Carlos Alberto Lacoste, ammiraglio e politico argentino (n. 1929)
- 2004 - Dietrich André Loeber, giurista tedesco (n. 1923)
- 2004 - Bill Pataky, cestista canadese (n. 1930)
- 2004 - Peter Wragg, calciatore e allenatore di calcio inglese (n. 1931)
- 2005 - Leonildo Marcheselli, musicista italiano (n. 1912)
- 2005 - Vincenzo Palazzotto, architetto italiano (n. 1931)
- 2005 - Béla Rerrich, schermidore ungherese (n. 1917)
- 2005 - Paul Winchell, doppiatore e attore statunitense (n. 1922)
- 2006 - Carlo Luciano Alessio, micologo italiano (n. 1919)
- 2006 - Heinz-Günther Lehmann, nuotatore tedesco occidentale (n. 1923)
- 2007 - Chris Benoit, wrestler canadese (n. 1967)
- 2007 - Giovanni Boselli Sforza, fumettista e illustratore italiano (n. 1924)
- 2007 - Derek Dougan, calciatore nordirlandese (n. 1938)
- 2007 - Léon Jeck, calciatore belga (n. 1947)
- 2007 - Natasja Saad, rapper e cantante danese (n. 1974)
- 2007 - Hans Sturm, calciatore tedesco (n. 1935)
- 2007 - Albino Vidali, lottatore italiano (n. 1915)
- 2007 - Nina Vyrubova, ballerina sovietica (n. 1921)
- 2008 - Ruth Cardoso, antropologa e sociologa brasiliana (n. 1930)
- 2008 - Dino Crescentini, bobbista e pilota automobilistico sammarinese (n. 1947)
- 2008 - Leonid Hurwicz, economista statunitense (n. 1917)
- 2008 - Viktor Kuz'kin, hockeista su ghiaccio sovietico (n. 1940)
- 2008 - Phil Martin, cestista statunitense (n. 1928)
- 2009 - Olja Ivanjicki, pittrice, scultrice e poetessa serba (n. 1931)
- 2009 - Robert Lafont, scrittore, linguista e politologo francese (n. 1923)
- 2009 - Roméo LeBlanc, insegnante, giornalista e politico canadese (n. 1927)
- 2009 - Mario Tontodonati, calciatore italiano (n. 1922)
- 2010 - Toni Adams, statunitense (n. 1964)
- 2010 - JoJo Billingsley, cantante statunitense (n. 1952)
- 2010 - Antonio Caldonazzi, attore teatrale, drammaturgo e regista teatrale italiano (n. 1968)
- 2010 - Francis Dreyfus, produttore discografico francese (n. 1940)
- 2010 - Kazimierz Paździor, pugile polacco (n. 1935)
- 2011 - Tomislav Ivić, calciatore e allenatore di calcio jugoslavo (n. 1933)
- 2011 - Alvaro Mancori, direttore della fotografia e produttore cinematografico italiano (n. 1923)
- 2011 - Robbie Nichols, giocatore di football americano statunitense (n. 1946)
- 2012 - Chris Adams, calciatore inglese (n. 1927)
- 2012 - Karl Guðmundsson, allenatore di calcio e calciatore islandese (n. 1924)
- 2012 - Heino Kruus, cestista e allenatore di pallacanestro sovietico (n. 1926)
- 2012 - Ted Luckenbill, cestista statunitense (n. 1939)
- 2012 - Giacomo Metellini, generale e aviatore italiano (n. 1912)
- 2012 - Miki Roqué, calciatore spagnolo (n. 1988)
- 2012 - Antonin Sočnev, calciatore sovietico (n. 1924)
- 2013 - Cleve Backster, agente segreto statunitense (n. 1924)
- 2013 - Daniele Bucchioni, ufficiale e partigiano italiano (n. 1917)
- 2013 - Emilio Colombo, politico italiano (n. 1920)
- 2013 - Papa Malick Diop, cestista senegalese (n. 1944)
- 2013 - Jackie Fargo, wrestler statunitense (n. 1930)
- 2013 - Mauro Francaviglia, matematico e fisico italiano (n. 1953)
- 2013 - Joannes Baptist Matthijs Gijsen, vescovo cattolico olandese (n. 1932)
- 2013 - Lucky Isibor, calciatore nigeriano (n. 1977)
- 2013 - James Martin, informatico inglese (n. 1933)
- 2013 - Vasile Tiţă, pugile rumeno (n. 1928)
- 2014 - Bruno Ambrosi, giornalista e politico italiano (n. 1930)
- 2014 - Donald Allan Darling, statistico statunitense (n. 1915)
- 2014 - Bianca Guidetti Serra, partigiana, avvocata e politica italiana (n. 1919)
- 2014 - Antonio Pettinicchi, pittore e incisore italiano (n. 1925)
- 2014 - Paolo Salvati, pittore italiano (n. 1939)
- 2014 - Ramón José Velásquez, politico, giornalista e storico venezuelano (n. 1916)
- 2014 - Eli Wallach, attore statunitense (n. 1915)
- 2015 - Walter Browne, scacchista australiano (n. 1949)
- 2015 - Alberto Cotti, partigiano e scrittore italiano (n. 1921)
- 2015 - Silvano Fausti, gesuita e biblista italiano (n. 1940)
- 2016 - Antonio Barengo, calciatore italiano (n. 1934)
- 2016 - Konstantin Alekseevič Berezovskij, regista sovietico (n. 1924)
- 2016 - André Guelfi, pilota automobilistico francese (n. 1919)
- 2016 - Asım Can Gündüz, chitarrista turco (n. 1955)
- 2016 - Edoardo Müller, direttore d'orchestra e pianista italiano (n. 1938)
- 2016 - Cyril Guy Nègre, ingegnere francese (n. 1941)
- 2016 - Bernie Worrell, tastierista e compositore statunitense (n. 1944)
- 2017 - Santo Barbato, calciatore e allenatore di calcio italiano (n. 1937)
- 2017 - Nisse Nilsson, hockeista su ghiaccio svedese (n. 1936)
- 2018 - Stanley Anderson, attore statunitense (n. 1939)
- 2018 - Benito Artesi, attore italiano (n. 1938)
- 2018 - Francesco Forleo, poliziotto, militare e politico italiano (n. 1941)
- 2018 - Josip Pirmajer, calciatore jugoslavo (n. 1944)
- 2018 - Adriano Tedoldi, calciatore italiano (n. 1952)
- 2019 - Milo Baresa, calciatore belga (n. 1943)
- 2019 - Billy Drago, attore e conduttore radiofonico statunitense (n. 1946)
- 2019 - Ekaterina Ilarionovna Michajlova-Dëmina, militare sovietica (n. 1925)
- 2019 - Armando Onesti, preparatore atletico, allenatore di calcio e calciatore italiano (n. 1936)
- 2019 - Jörg Stübner, calciatore tedesco orientale (n. 1965)
- 2020 - Alfredo Biondi, politico e avvocato italiano (n. 1928)
- 2020 - Marc Fumaroli, storico della letteratura francese (n. 1932)
- 2020 - Paolo Giusti, attore italiano (n. 1942)
- 2020 - Antonio Sangio, cestista e dirigente sportivo peruviano
- 2021 - Benigno Aquino III, politico filippino (n. 1960)
- 2021 - Stephen Dunn, poeta statunitense (n. 1939)
- 2021 - Franco Festorazzi, arcivescovo cattolico italiano (n. 1928)
- 2021 - Ludwig Müller, calciatore tedesco (n. 1941)
- 2021 - Sandro Pontremoli, chirurgo e medico italiano (n. 1926)
- 2021 - Michele Rosa, pittore italiano (n. 1925)
- 2021 - Eleazar Soria, calciatore peruviano (n. 1948)
- 2022 - Gianpaolo Bissi, politico italiano (n. 1941)
- 2022 - Finn Døssing, calciatore danese (n. 1941)
- 2022 - Maria Nichiforov, canoista rumena (n. 1951)
- 2023 - Claude Barzotti, cantante belga (n. 1953)
- 2023 - Ian Browne, pistard australiano (n. 1931)
- 2023 - Alberto Garutti, artista italiano (n. 1948)
- 2023 - Leo Insam, hockeista su ghiaccio italiano (n. 1975)
- 2023 - Margaret McDonagh, politica britannica (n. 1961)
- 2023 - Franco Mariano Mulas, medico e politico italiano (n. 1942)
- 2023 - Cédric Roussel, calciatore belga (n. 1978)
- 2023 - Dean Smith, velocista, stuntman e attore statunitense (n. 1932)
- 2023 - Odile Vouaux, nuotatrice francese (n. 1934)
- 2024 - Anton Blok, antropologo olandese (n. 1935)
- 2024 - Anna Dmitrieva, tennista e telecronista sportiva sovietica (n. 1940)
- 2024 - Dragan Kapičić, cestista e dirigente sportivo jugoslavo (n. 1948)
- 2024 - Susana Ruiz Cerutti, politica e diplomatica argentina (n. 1940)
- 2024 - Shifty Shellshock, cantante e rapper statunitense (n. 1974)
- 2024 - Angelo Tassi, pittore italiano (n. 1937)
- 2024 - Alexandros Tombazis, architetto greco (n. 1939)
- 2025 - Francesco Bruni, linguista, storico della letteratura e italianista italiano (n. 1943)
- 2025 - Gaetano Morazzoni, politico, avvocato e dirigente sportivo italiano (n. 1932)
- 2025 - Clark Olofsson, criminale svedese (n. 1947)
- 2025 - Bobby Sherman, cantante e attore statunitense (n. 1943)
- 2025 - Alvaro Vitali, attore e comico italiano (n. 1950)

## Senza anno specificato(1)
- Liutvardo, vescovo e abate tedesco